# Einbecker Landwehr
Die Einbecker Landwehr war ein Teil der Befestigungsanlagen der mittelalterlichen Stadt Einbeck und verstärkte die Stadtbefestigung Einbeck. Die Landwehr grenzte die Einbecker Gemarkung gegenüber dem Umland ab.

## Verlauf
Die Einbecker Landwehr umschloss die Feldmark in einem nahezu vollständigen Kreis mit ca. 7–8 km Durchmesser und etwa 23 km Umfang. In anderen Städten der Region bestand die Landwehr jeweils nur aus kurzen Abschnitten oder fehlte gänzlich. 
Der Ring verlief im Uhrzeigersinn bei den Dörfern Kohnsen, Bartshausen, Kuventhal, Andershausen, Negenborn und Volksen, den Wüstungen Oldendorf, Reinsen, Wendfeld und Bensen sowie dem Dorf Hullersen. An kurzen Abschnitten im Südosten, wo sie nicht gebaut war, bildete die Ilme die Abgrenzung.

## Geschichte
Die Landwehr um Einbeck entstand im Wesentlichen im 15. Jahrhundert zu Verteidigungszwecken. Im Dreißigjährigen Krieg wurden Teile der Landwehr zerstört und auch im Siebenjährigen Krieg wurden 1761 mehrere Warttürme zerstört. Die Landwehr wurde im 19. Jahrhundert zu großen Teilen entfernt, nachdem sie schon im 17. Jahrhundert nur noch Aufsichtszwecken gedient hatte und dementsprechend teilweise ungenutzt und verfallen war. Im Bereich der Erhebung Hube ist sie bis heute gut erhalten geblieben. Der beidseitige Verlauf um die Wüstungsstelle Wendfeld ist auf einen historischen Rechtsstreit zurückzuführen. 
Ein Teil des umschlossenen Gebiets stammte aus den Gemarkungen von wüst gefallenen Dörfern, wie Oldendorf. Bei den Flurstücken handelte es sich oftmals um kleine Parzellen oder Gärten. Mit umschlossen waren außer den Siedlungen auch Steinbrüche, Lehmgruben, Ding- und Galgenplätze, Hopfen- und Weinpflanzungen, Hospitäler, Klausen, Kapellen und Friedhöfe, Fischteiche, Flachsrotten und Mühlen. 
Grundbesitzer waren neben Bürgern der Stadt und der Dörfer die auf den Schlössern Rotenkirchen und Heldenburg residierenden braunschweigischen Landesfürsten, lokale Adelige, das Gandersheimer Stift, das Goslarer Stift, das Fredelsloher Stift sowie die Einbecker Stifte.

## Bauten

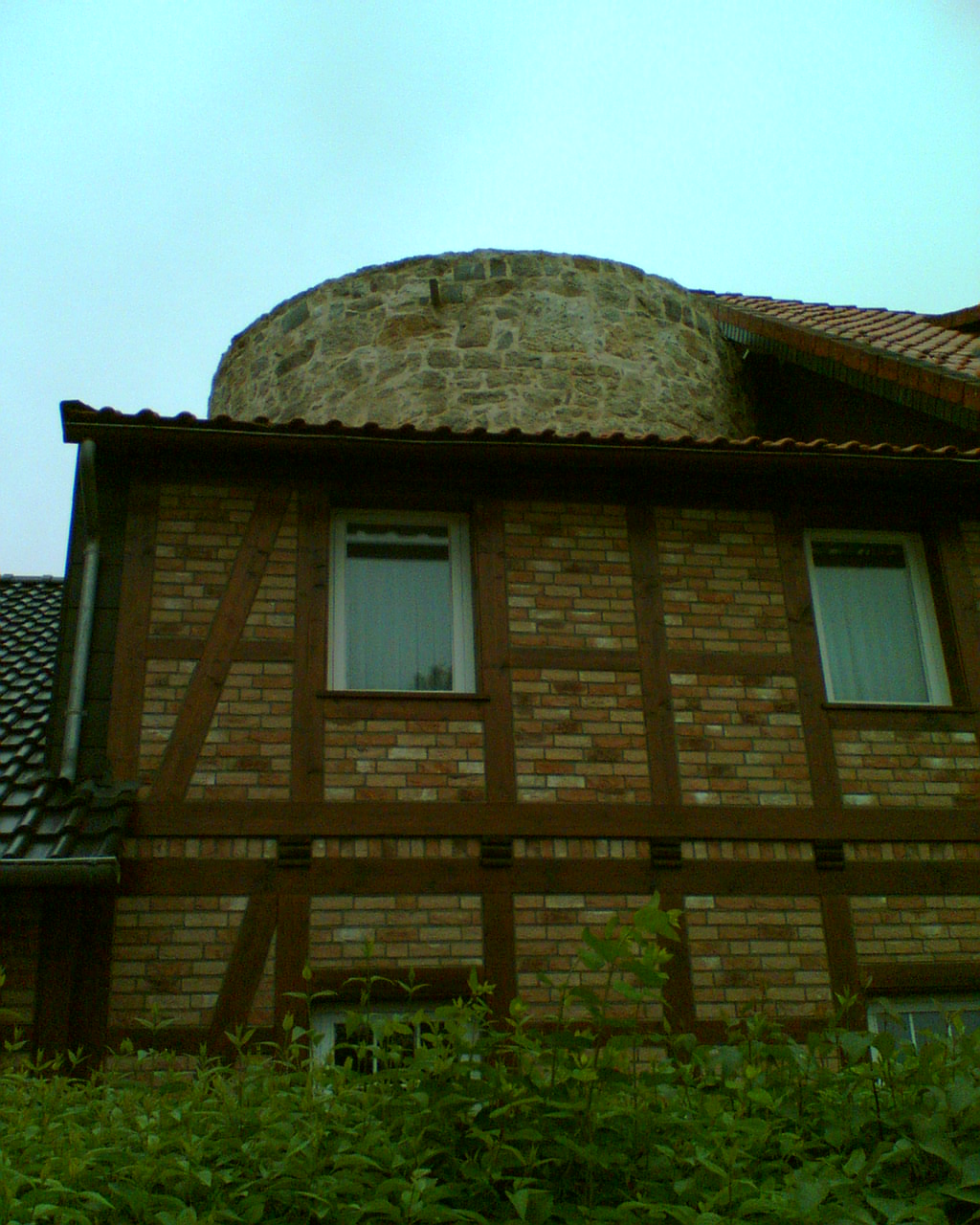
Umbauter Klapperturm (2013)

An den wichtigen Wegen waren die Durchlässe durch insgesamt sieben Warten aus Bruchsteinmauerwerk gesichert. Es handelte sich um den Klapperturm, den Pinkler, den Reinser Turm, den Roten Turm, den Leineturm, den Kuventhaler Turm, den Hubeturm und den Bartshäuser Turm. Die Warten bestanden neben den eigentlichen Türmen auch aus Haus und Stallung sowie einem Schlagbaum zur Straßensperre. Sie wurden mit einer Ausnahme bis auf einige archäologisch ausgegrabene Fundamentreste vollständig abgetragen.
Die Fundamente des Leineturms wurden 1990 bei Grabungen nordöstlich von Volksen in der Gemarkung Negenborn an der Leine wiederentdeckt. Er wurde im Jahr 1434 aus Sandstein erbaut, hatte einen Durchmesser von 5,5 m und eine Höhe von etwa 11,5 m. Das kegelförmige Dach war mit Solling-Sandsteinplatten gedeckt. Es gab ein anschließendes 8,3 × 8,1 m großes Nebengebäude. Es führte an dieser Stelle bis zum Anfang des 18. Jahrhunderts eine Brücke über die Leine. Die Überreste des Turms wurden 1875 gänzlich abgebrochen.
Der einzige vollständig erhaltene Wartturm ist der Klapperturm  an der Straße zwischen Einbeck und Dassel südlich von Kohnsen. Der Name stammt von der Art der Signalgebung, indem bei Gefahr geklappert wurde im Unterschied zu dem südlich gelegenen Pinklerturm, wo bei Gefahr mit Metall gepinkt, das heißt geklopft, wurde. Als Nachnutzung des Klapperturms im Anschluss an seine eigentliche Wehraufgabe wurde er zu einer Gastwirtschaft für Reisende umfunktioniert. Nachdem diese 1899 abgebrannt war, wurde sie im 20. Jahrhundert als Restaurant, das den historischen Rundturm baulich umschließt, wieder aufgebaut und besteht noch heute.